# Cryptocephalus androgyne
Cryptocephalus androgyne (лат.) — вид листоедов (Chrysomelidae) из подсемейства скрытоглавов (Cryptocephalinae). Ареал этого вида расположен в Центральной и Северной Европе, а также на востоке Волги.

## Подвиды
Вид включает два подвида:
- Cryptocephalus androgyne androgyne Marseul, 1875
- Cryptocephalus androgyne pelleti Marseul, 1875